# Юба (округ)
Юба (англ. Yuba) — округ, расположенный в Калифорнийской долине, в северном Сакраменто, штат Калифорния. Окружной центр — город Мэрисвилл. По переписи 2006 года население составляет 71 938 человек.

## История
Округ Юба был образован в 1850 году, вскоре после возникновения штата Калифорния. Часть территории округа была отдана округам Пласер и Невада в 1851 году и округу Сьерра в 1852 году. Своё название он получил от реки Юба, протекающей в Калифорнии.

## География
Согласно оценкам Бюро переписи населения США округ имеет площадь 1667 км², из которых 1633 км² занимает суша и 34 км² — вода. Округ лежит вдоль западного склона горы Сьерра-Невада, крутые склоны которой подходят для размещения гидроэлектростанций. Основная часть населения сосредоточена к западу от горы на дне долины. Имеются фруктовые сады и рисовые поля.

## Демография
По переписи 2000 года в местности насчитывалось 60 219 человек, 20 535 домохозяйств, и 14 805 семей, проживающие непосредственно в округе. Плотность населения равна 37 человек на км². Расовый состав: 70,64 % белые, 3,16 % чёрные, 2,61 % коренные американцы, 7,50 % азиаты, 9,95 % другие расы и 5,94 % две и более рас. 11,2 % были немцами, 7,5 % англичанами, 7,6 % ирландцами.
Существовало 20 535 домохозяйств, из которых 38,1 % имели детей в возрасте до 18 лет, 53,2 % супружеских пар, 13,3 % женщин проживало без мужей, а 27,9 % не имели семью. Средний размер домохозяйства равен 2,87, средний размер семьи 3,34.
Средний доход на домохозяйство составил $30 460, а средний доход на семью $34 103. Мужчины имеют средний доход в $27 845, женщины $21 301. Доход на душу населения $14 124. 16,3 % семей или 20,8 % населения живут за чертой бедности, в том числе 27,6 % из них моложе 18 лет и 7,8 % от 65 лет и старше.
В округе 31,0 % населения в возрасте до 18 лет, 10,7 % от 18 до 24 лет, 28,0 % от 25 до 44 лет, 19,6 % от 45 до 64 лет, и 10,6 % от 65 лет и старше. Средний возраст составляет 31 год. На каждые 100 женщин приходится 101,6 мужчины. На каждые 100 женщин в возрасте от 18 лет и старше приходится 99,4 мужчины.